# Henri Dallier
Pour les articles homonymes, voir Dallier.

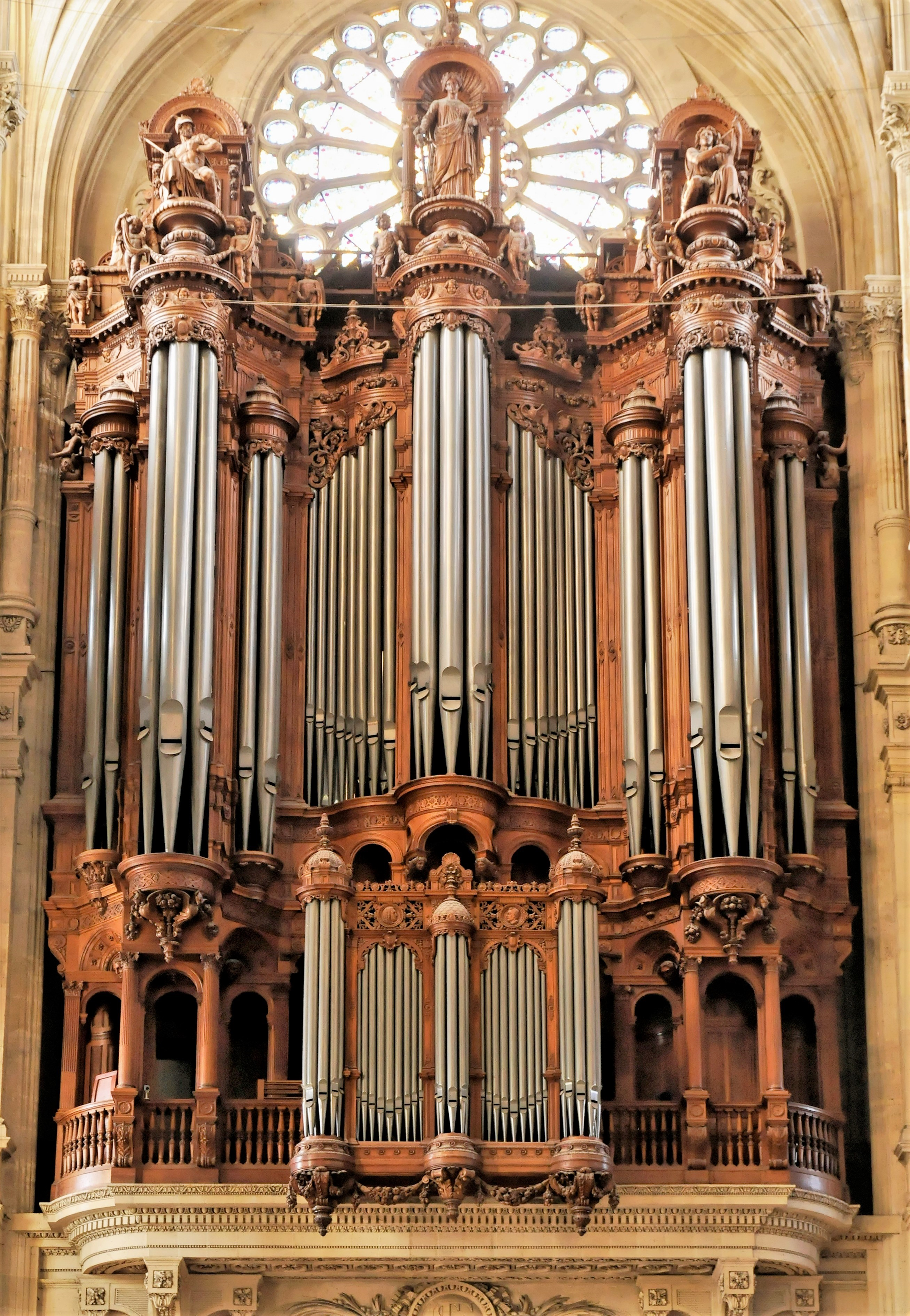
Les grandes orgues de l'église Saint-Eustache

Henri Édouard Dallier, né le 20 mars 1849 à Reims et mort le 21 décembre 1934 à Paris, est un organiste et compositeur français.

## Biographie
Il étudie l'orgue avec César Franck et la composition avec François Bazin au Conservatoire de Paris et obtient son premier prix d'orgue en 1878. Il devient titulaire du grand orgue de l'église Saint-Eustache de Paris en 1879, puis succède à Gabriel Fauré aux grandes orgues de l'église de la Madeleine en 1905. Organiste de talent, il est reconnu comme brillant improvisateur.
À Paris, en 1880, il épouse Amélie Biart, la fille du romancier Lucien Biart.
En 1884, il inaugure l'orgue de l'église Saint-Jean de Joigny modifié par Joseph Merklin.
Il enseigne tout d’abord à l’École Niedermeyer, où il compte Joseph Noyon parmi ses élèves. En 1898, il est lauréat du prix Chartier de l'Académie des beaux-arts pour son Trio avec piano. De 1908 à 1928, il enseigne l'harmonie au Conservatoire de Paris. Il revient dans sa ville natale de Reims pour inaugurer le bel orgue de la salle des fêtes de l’Hôtel de Ville en 1928.
Il meurt le 21 décembre 1934 en son domicile dans le 17e arrondissement de Paris, et est inhumé au cimetière nouveau de Neuilly-sur-Seine après un service à la Madeleine.

## Compositions

### Musique vocale
- Calypso, cantate (1872)
- Cantilène pour piano (1874)
- Rebecca à la fontaine, cantate (1877)
- La fille de Jephté, cantate (1878)
- Les vendanges de Champagne pour chœur à 5 voix (Leduc)
- Mélodies (Heugel, Jobert)

### Musique pour orgue
- Six grands préludes en sol majeur Op. 19, pouvant servir de Magnificat pour la Toussaint (Leduc, 1891)
- Messe nuptiale – Six pièces pour orgue-harmonium (Leduc, 1894) : 1. Cortège – 2. Bénédiction – 3. Offertoire - 4. Élévation – 5. Communion – 6. Sortie.
- In Deo Charitas, offertoire (Leduc, 1895)
- O Filii et Filiæ, offertoire (1896)
- Offertoire sur l’hymne «Te Joseph celebrent», dans Jos. Joubert, Les Maîtres contemporains de l'orgue, premier volume, Sénart (1912)
- Deux Offertoires pour Noël et Pâques pour orgue ou harmonium (Librairie de l’Art catholique, 1914)
- Offertoire funèbre dans le 2e fascicule de la série «Les Voix de la douleur chrétienne» publié par l’abbé Joubert chez A. Ledent-Malay à Bruxelles (1924).
- Cinq Invocations pour grand orgue (Lemoine, 1926) : 1. Stella matutina – 2. O clemens! O pia! – 3. Monstra te esse matrem – 4. Pulchra ut luna – 5. Electa ut sol.
- Pastorale pour Noël (Lemoine, 1928)
- Paraphrases liturgiques

### Musique pour piano
- Valse pour piano à 4 mains, Op. 30 (A. Colin, 1893)
- Scherzettino (Heugel)
- Mazurka héroïque
- Cantilène
- Brises marines
- La Charmeuse
- Treize morceaux (Lemoine)

### Musique de chambre
- Contemplation pour violon, piano ou harpe et orgue (Leduc, 1891)
- Trio avec piano (en do mineur, 1898)
- Fantaisie-Caprice pour hautbois et piano (Paris, 1903)
- Fête joyeuse pour trompette et piano (Leduc)
- Sous les cieux pour violon et piano (Lemoine)
- Pensée du soir (Lemoine)
- Quatuor à cordes
- Quintette avec piano
- Avec Joseph Jongen et Eugène Wagner, la Réalisation des basses chiffrées de l’École du violon aux XVIIe et XVIIIe siècles (Sénart, 1913-1914), en 5 vol.
- Recueil de pièces anciennes pour violon et piano (Lemoine, 1925).

### Orchestre
- 1re Symphonie en Fa Op. 50 (E. Fromont, 1908)

## Éditeur scientifique
Henri Dallier a publié des éditions revues et doigtées pour piano de plusieurs œuvres et recueils de Jean-Sébastien Bach, dans la collection «Édition nationale française Panthéon des pianistes» chez Henry Lemoine à Paris, de 1917 à 1924.
- Le Clavecin bien tempéré, Préludes et fugues
- Suites anglaises
- Fantaisie chromatique et fugue
- Partitas
- Suites françaises
- Concerto italien

## Sources
- Marc Honegger, Dictionnaire de la Musique - Les hommes et leurs œuvres, Paris, éd. Bordas, 1970.
- Bach Bibliography
- BnF Data